# Christine Veth
Christine Veth (* 26. September 1986) ist eine deutsche Fußballspielerin, die von 2008 bis 2018 für den SC Sand spielte. Seit 2023 spielt sie in der Spielgemeinschaft Oppenau/Nussbach/Tiergarten-Haslach. 

## Karriere
Veth begann beim TV Ruppertsberg, einem Mehrspartenverein in der rheinland-pfälzischen Ortsgemeinde im Landkreis Bad Dürkheim, mit dem Fußballspielen und wechselte später in die Jugendabteilung des TuS Niederkirchen. Für Niederkirchen bestritt sie am 4. Mai 2003 (18. Spieltag) ihr erstes Bundesligaspiel: bei der 0:3-Heimniederlage gegen den FC Bayern München kam sie in der 75. Minute für Romy Fosselmann in die Partie. Nach dem Bundesligaabstieg im Sommer 2003 spielte sie mit Niederkirchen zwei Spielzeiten in der seinerzeit zweitklassigen Regionalliga Südwest und stieg im Sommer 2005 in die zwischenzeitlich neu gegründete 2. Bundesliga Süd auf.
Da Niederkirchen nach der Spielzeit 2007/08 keine Lizenz für die 2. Bundesliga beantragt hatte, folgte im Sommer 2008 der Wechsel zum Ligakonkurrenten SC Sand. 2011 stieg sie mit der Mannschaft als Tabellenvorletzter zwar in die Regionalliga Süd ab, schaffte jedoch nur ein Jahr später den direkten Wiederaufstieg. Veth hatte dabei mit 14 Treffern in 17 Partien als Torschützenkönigin maßgeblichen Anteil an diesem Erfolg. 2014 erreichte sie mit ihrer Mannschaft das Halbfinale des DFB-Pokals, wo man sich dem 1. FFC Frankfurt allerdings mit 0:2 geschlagen geben musste. Als Meister der 2. Bundesliga Süd 2014 gelang ihr gemeinsam mit der Mannschaft wenig später der Aufstieg in die Bundesliga.

## Erfolge
TuS Niederkirchen
- Meister der Regionalliga Südwest 2004, 2005

SC Sand
- Meister der 2. Bundesliga Süd 2014
- DFB-Pokal-Halbfinalist 2014, -Finalist 2016
- Meister der Regionalliga Süd 2012
- Torschützenkönigin Regionalliga Süd 2012